# Eri Nakao
Eri Nakao (中尾衣里 Nakao Eri?, nacida en Kōbe) es una Seiyū japonesa. Nacida el 15 de mayo de 1980, su interpretación más conocida es la de Miki Hanabishi en el anime Hayate no Gotoku!.

## Voces Interpretadas

### Anime
- Tona-Gura! - La madre de Hazuki
- Zegapain XOR - Dita
- Getsumento Heiki Mina - Escartin Mutsumune
- Hayate no Gotoku! - Miki Hanabishi
- Kämpfer - Sayaka Nakao; espectador D (ep 5)
- Kujibiki Unbalance - Izumi Tachibana; maestra de Koyuki (ep 6)
- Moetan - Mio Tezuka
- Nyan Koi! - Suzu Kōsaka; Tsukumogami (ep 10)
- Zettai Karen Children - Natsuko Tokiwa
- World Trigger - Shiori Usami
- Little Witch Academia - Hannah England y Ministra Dorlin (ep 13)